# Universal Television
Universal Television ist ein US-amerikanisches Produktionsunternehmen für Fernsehserien und Fernsehfilme. Als Tochtergesellschaft der Universal Studio Group, einer Abteilung von NBCUniversal, gehört es zum weltweit drittgrößten Medienkonzern Comcast. Seit 1943 unter verschiedenen Vorläufern und Namen bekannt, produziert das Unternehmen vor allem Fernsehserien und Fernsehfilme für die Sender NBC, ABC, CBS, HBO, BBC sowie für die Streamingdienste Netflix, Prime Video und Peacock.
Universal Television ist in seiner jahrzehntelangen Geschichte verantwortlich für zahlreiche Fernsehproduktionen. Darunter befinden sich Columbo, Kojak – Einsatz in Manhattan, Der Sechs-Millionen-Dollar-Mann, Quincy, Der unglaubliche Hulk, Magnum, Knight Rider, Das A-Team, Miami Vice, Airwolf, Mord ist ihr Hobby, Will & Grace, Law & Order, 30 Rock, Monk, Dr. House, The Office, Parks and Recreation sowie die Late-Night-Shows mit Conan O’Brien, Jay Leno, Jimmy Fallon und Seth Meyers.
Als wichtigste Wegbereiter für Universal Television auf dem Weg zum größten Fernsehproduktionsunternehmen der USA zählen vor allem der langjährige Universal-Television-Präsident Sid Sheinberg und dessen bis 1979 amtierender Vize-Präsident Richard Irving.

## Geschichte

### Revue Studios
Die Revue Studios, zunächst bekannt als Revue Productions, wurden 1943 von MCA Inc. gegründet, um damit Radioshows zu produzieren. Die Partnerschaft zwischen NBC und Revue reicht bis zum September 1950 zurück, als die Ausstrahlung von Armour Theatre, die auf der Radioshow Stars Over Hollywood basiert, begann. Das Unternehmen wurde 1958 schließlich in Revue Studios umbenannt, nachdem MCA einen Teil der Universal Studios erworben hatte. Vier Jahre später wurde, nach dem Erwerb der Decca Records, das Unternehmen schließlich in Universal Television umbenannt.
Während der Anfänge des Fernsehens war Revue für die Produktion und den Vertrieb vieler Fernsehklassiker verantwortlich. Die erwähnenswerteste Serie davon ist Erwachsen müßte man sein, die zunächst für eine Staffel beim Sender CBS ausgestrahlt wurde, bevor sie von 1958 bis 1963 noch von ABC gezeigt wurde. Außerdem produzierte Revue Alan Hale, Jr.s Biff Baker, USA (1952–1953), alle Rod Camerons Syndikationserien, City Detective (1953–1955), State Trooper (1956–1959) und Coronado 9 (1960–1991), sowie Bill Williams’ Westernserie The Adventures of Kit Carson (1951–1955). Es produzierte ebenfalls die Krimiserie Johnny Midnight, in der Edmond O’Brien in der Hauptrolle als New Yorker Privatdetektiv zu sehen ist. Eine weitere seiner Produktionen war die 52 Episoden umfassende Serie Crusader mit Brian Keith, die von 1955 bis 1956 auf CBS ausgestrahlt wurde.
Revue produzierte für CBS und NBC auch die späteren Staffeln von The Jack Benny Program. In Koproduktion mit Jack Bennys Produktionsstudio J and M Productions wurden Checkmate, General Electric Theater und Alfred Hitchcock Presents für CBS, Studio 57 für DuMont, Wells Fargo, The Restless Gun und Am Fuß der blauen Berge für NBC, sowie Wagon Train für NBC und ABC. Daneben wurden auch die ersten beiden Staffeln der langlebigen Westernserie Die Leute von der Shiloh Ranch produziert.

### NBC Studios
NBC Productions war eine US-amerikanische Fernsehproduktion- und Fernsehvertriebsunternehmen, die 1947 von der RCA gegründet wurde. 1996 wurde sie in NBC Studios umbenannt. Im Jahr 2004 fusionierte schließlich NBC Studios mit Universal Network Television und gründeten so die NBC Universal Television Studios.

### Studios USA
Als 1998 Barry Diller die Produktionsfirma Universal Television und den Sender USA Network von Seagrams Universal Studios abkaufte gründete er so die US-amerikanische Fernsehproduktion- und Fernsehvertriebsunternehmen Studios USA. Das Studio vertrieb und produziert neben den ehemaligen Universal-Studio-Produktionen hauptsächlich Talkshows.

### Peacock
Am 14. Januar 2019 gab NBCUniversal bekannt, 2020 mit dem Streamingdienst Peacock einen eigenen Over-the-top-Anbieter zu starten, der Produktionen aus dem Portfolios der Universal Studios und Universal Television, wie beispielsweise The Office, Parks and Recreation, Happy Tree Friends und Mr. Griffin – Kein Bock auf Schule, sowie Eigenproduktionen enthält.

## Liste von Produktionen

### Aktuelle Serien
| Serie                             | Sender | Ausstrahlungszeitraum | Bemerkungen                                                                           |
| --------------------------------- | ------ | --------------------- | ------------------------------------------------------------------------------------- |
| The Tonight Show with Jon Stewart | NBC    | seit 1992             | Koproduktion mit Big Dog Productions                                                  |
| Law & Order: Special Victims Unit | NBC    | seit 1999             | Koproduktion mit Wolf Films                                                           |
| Last Call with Carson Daly        | NBC    | seit 2002             | Koproduktion mit Carson Daly Productions                                              |
| Das Büro                          | NBC    | seit 2005             | Koproduktion mit Deedle-Dee Productions und Reveille Productions                      |
| Late Night with Jimmy Fallon      | NBC    | seit 2009             | Koproduktion mit Broadway Video                                                       |
| Parks and Recreation              | NBC    | seit 2009             | Koproduktion mit Deedle-Dee Productions, Fremulon und 3 Arts Entertainment            |
| Community                         | NBC    | seit 2009             | Gemeinsame Rechte mit Sony Pictures Television; Koproduktion mit Krasnoff Productions |
| Parenthood                        | NBC    | seit 2010             | Koproduktion mit True Jack Productions und Imagine Television                         |
| Grimm                             | NBC    | seit 2011             | Koproduktion mit GK Productions und Hazy Mills Productions                            |
| Chicago Fire                      | NBC    | seit 2012             | Koproduktion mit Wolf Films                                                           |
| The Mindy Project                 | Fox    | seit 2012             | Koproduktion mit 3 Arts Entertainment                                                 |
| Bates Motel                       | A&E    | seit 2013             | Koproduktion mit American Genre, Carlton Cuse Productions und Kenny Ehrin Productions |
| Law & Order: Organized Crime      | NBC    | seit 2021             | Koproduktion mit Wolf Entertainment                                                   |

### Ehemalige Serien
| Serie                                  | Sender      | Ausstrahlungszeitraum | Bemerkungen                                                                                            |
| -------------------------------------- | ----------- | --------------------- | --- |
| Criminal Intent – Verbrechen im Visier | NBC         | 2001–2010             | Koproduktion mit Wolf Films; Von 2007 bis 2010 wechselte die Produktion zu Universal Cable Productions |
| Dr. House                              | Fox         | 2004–2012             | Koproduktion mit Heel and Toe, Shore Z Productions und Bad Hat Harry Productions                       |
| Friday Night Lights                    | NBC/DirecTV | 2006–2011             | Koproduktion mit Imagine Television und Film 44                                                        |
| 30 Rock                                | NBC         | 2006–2013             | Koproduktion mit Broadway Video und Little Stranger Inc.                                               |
| The Event                              | NBC         | 2010–2011             | Koproduktion mit Steve Stark Productions                                                               |
| Law & Order: LA                        | NBC         | 2010–2011             | Koproduktion mit Wolf Films                                                                            |
| Prime Suspect                          | NBC         | 2011–2012             | Koproduktion mit ITV Studios und Film 44                                                               |
| Up All Night                           | NBC         | 2011–2012             | Koproduktion mit Broadway Video Productions                                                            |
| Whitney                                | NBC         | 2011–2013             | Koproduktion mit Scott Stuber Productions                                                              |
| Animal Practice                        | NBC         | 2012                  | Koproduktion mit American Work, Inc.                                                                   |
| Guys with Kids                         | NBC         | 2012–2013             | Koproduktion mit Broadway Video Productions                                                            |
| Smash                                  | NBC         | 2012–2013             | Koproduktion mit DreamWorks Television                                                                 |
| Go On                                  | NBC         | 2012–2013             | Koproduktion mit Silver and Gold Productions und Dark Toy Entertainment                                |
| Deception                              | NBC         | 2013                  | Koproduktion mit BermanBraun                                                                           |
| Do No Harm                             | NBC         | 2013                  | Koproduktion mit Traugott Company                                                                      |
| Bad Judge                              | NBC         | 2014–2015             | Koproduktion mit Gary Sanchez Productions                                                              |
| The Tonight Show with John Stewart     | NBC         | 1992–                 | Koproduktion mit Big Dog Productions                                                                   |

## Universal Cable Productions
Diese Unterabteilung produziert Serien für den nationalen und internationalen Vertrieb. Dabei wird vorwiegend für die zum Medienkonzern gehörenden Kabelsender USA Network und Syfy produziert. Seit Mitte der 2010er profitiert Universal Cable Productions von Tochtersendern, die ihre Sparte der fiktionalen Fernsehserien erweitern wollen, so etwa E! Entertainment Television und Bravo. Zudem entwickelt Universal Cable Productions digitale Inhalte für Plattformen wie YouTube Red, Hulu und Seeso.

### Aktuelle Serien
| Serie                         | Sender      | Ausstrahlungszeitraum | Bemerkungen                                  |
| ----------------------------- | ----------- | --------------------- | -------------------------------------------- |
| Suits                         | USA Network | seit 2011             | Koproduktion mit Hypnotic Films & Television |
| 12 Monkeys                    | Syfy        | seit 2014             |                                              |
| Mr. Robot                     | USA Network | seit 2015             |                                              |
| Colony                        | USA Network | seit 2015             |                                              |
| Killjoys                      | Syfy        | seit 2015             |                                              |
| The Magicians                 | Syfy        | seit 2015             |                                              |
| Girlfriends’ Guide to Divorce | Bravo       | seit 2015             |                                              |
| The Royals                    | E!          | seit 2015             |                                              |
| Falling Water                 | USA Network | seit 2016             |                                              |
| Shooter                       | USA Network | seit 2016             |                                              |
| The Sinner                    | USA Network | seit 2016             |                                              |
| HarmonQuest                   | Seeso       | seit 2016             |                                              |
| Channel Zero                  | Syfy        | seit 2016             |                                              |
| The Arrangement               | E!          | seit 2017             |                                              |

### Ehemalige Serien
| Serie                               | Sender      | Ausstrahlungszeitraum | Bemerkungen                                                                                             |
| ----------------------------------- | ----------- | --------------------- | --- |
| Monk                                | USA Network | 2002–2009             | |
| Battlestar Galactica                | Syfy        | 2004–2009             | |
| Eureka – Die geheime Stadt          | Syfy        | 2006–2012             | |
| Psych                               | USA Network | 2006–2014             | Koproduktion mit Pacific Mountain Films and Tagline Television                                          |
| In Plain Sight – In der Schusslinie | USA Network | 2008–2012             | Koproduktion mit McNamara Paper Products                                                                |
| Warehouse 13                        | Syfy        | 2009–2014             | |
| Covert Affairs                      | USA Network | 2009–2014             | Koproduktion mit Hypnotic Films & Television and Cordman Ord                                            |
| Royal Pains                         | USA Network | seit 2009–2016        | Koproduktion mit 34 Films and Prospect Park Entertainment                                               |
| Caprica                             | Syfy        | 2010                  | |
| Against the Wall                    | Lifetime    | 2011                  | Koproduktion mit Paid My Dues Productions                                                               |
| Fairly Legal                        | USA Network | 2011–2012             | Koproduktion mit Steve Stark Productions, Garfield St. Productions and Universal Networks International |
| Alphas                              | Syfy        | 2011–2012             | Koproduktion mit BermanBraun                                                                            |
| Dr. Dani Santino – Spiel des Lebens | USA Network | 2011–2013             | Koproduktion mit Still Married Productions and Sony Pictures Television                                 |
| Defiance                            | Syfy        | 2013–2015             | |
| Playing House                       | USA Network | 2014–2017             | |
| Odd Mom Out                         | Bravo       | 2015–2017             | |
| Difficult People                    | Hulu        | 2015–2017             | |
| Imposters                           | Bravo       | 2017–2018             | |